# زينون كونوبكا
زينون كونوبكا (بالبولندية: Zenon Konopka)‏ هو شخصية أعمال كندي وبولندي، ولد في 2 يناير 1981 في نياجارا فولز في كندا.

## وصلات خارجية
- زينون كونوبكا على موقع دوري الهوكي الوطني (الإنجليزية)
- زينون كونوبكا على موقع قاعة مشاهير الهوكي (لاعب أن.إتش.أل) (الإنجليزية)
- زينون كونوبكا على موقع EliteProspects.com (الإنجليزية)
- زينون كونوبكا على موقع Eurohockey.com (الإنجليزية)
- زينون كونوبكا على موقع HockeyDB.com (الإنجليزية)
- زينون كونوبكا على موقع Hockey-Reference.com (الإنجليزية)